# 초 영왕
초 영왕(楚 靈王, ? ~ 기원전 529년)은 중국 초나라의 제26대 군주(재위: 기원전 540년 ~ 기원전 529년)이다. 이름은 원래 위(圍)였으나, 즉위 시 건(虔)으로 고쳤다. 초 공왕의 차남이다.

## 생애
형인 초 강왕 사후 그 아들인 초 겹오가 왕위를 계승하자 영윤(令尹)직을 장악하여 연소한 왕을 겁박하면서 막강한 실권을 누렸다. 그러나 여기에 만족하지 못하고 마침내 겹오가 병석에 누워 있을 때 기습해 목을 졸라 죽였고, 겹오의 아들인 공자 막(莫), 평하(平夏)가 칼을 들고 달려왔지만 완력으로 모두 죽인 후 왕위를 찬탈하여 자립했다. 본래 야심만만하고 성취욕, 명예욕이 대단하여 쇠퇴한 초나라의 패권을 재확립하고자 고군분투했다.
거대하고 화려한 장화궁(章華宮)을 축조하여 외국의 망명객을 대거 수용하여 패권을 얻고자 하는 마음을 보였으나 제후들이 초나라에 축하한다는 사신을 보내지 않았고, 이후 진(晉)나라가 사기궁(虒祁宮)을 축조하자 제후들이 진나라에 축하한다는 사신을 보내니 크게 분노했다.
기원전 534년에는 진(陳)나라를 장왕(莊王) 시기에 이어 2차로 멸망시키고 현으로 삼았다. 천봉술(穿封戌)을 진공(陳公)으로 봉하여 그 땅을 다스리게 했다.
기원전 531년에는 채(蔡)나라를 멸망시키고 현으로 삼았으며, 동생인 공자 기질(棄疾)을 채공(蔡公)으로 봉해 그 땅을 다스리게 했다. 이어 허(許)나라, 호(胡)나라, 심(沈)나라, 도(道)나라, 방(房)나라, 신(申)나라 등 6개 소국의 땅을 뺏고 나라를 통째로 초나라 내지로 이동시키는 등 (전국 시대 이후로는 보편화되었으나) 당시로서는 파격적인 정책들을 연속적으로 추진하여 대내외의 지탄을 받았다.
부왕인 공왕 시기부터 자신의 즉위 이전까지 빠른 속도로 성장해 초나라의 남방 맹주 지위를 위협했고 패권국의 지위를 거의 잃게 만든 원인이었던 장강(長江) 하류의 신흥국 오(吳)나라를 견제하기 위해 수차 원정군을 파견했다.
기원전 529년에는 몸소 출정했다가 그 틈을 이용해 동생들인 공자 비(比), 공자 흑굉(黑肱), 채공 공자 기질이 진(陳), 채현(蔡縣)의 군사들과 국내외 주요 반대파들을 모두 규합하여 난을 일으키자 고립무원의 사태를 짐작하고 자결하였다. 오랫동안 무도한 군주인 것처럼 폄하되었고 《열국지》에서도 패륜적인 인물로 묘사되었으나 그가 추진한 정책이나 사적들을 볼 때 단순히 패륜무도형의 군주로만 몰아세울 수는 없는 혁신적인 측면들이 적지 않다고 재평가 되고 있다.
| 전 임 조카 겹오 웅균 | 제26대 초나라의 군주 기원전 540년 ~ 기원전 529년 | 후 임 동생 자오 웅비 |